# Tubularia asymmetrica
Tubularia asymmetrica is een hydroïdpoliep uit de familie Tubulariidae. De poliep komt uit het geslacht Tubularia. Tubularia asymmetrica werd in 1898 voor het eerst wetenschappelijk beschreven door Bonnevie. 